# 핀란드의 사형제
핀란드의 사형제(핀란드어: kuolemanrangaistus 쿠올레만랑가이스투스[*])는 제도적으로(데 유레) 폐지되었다.
1823년 핀란드 대공국에서는 사형이 시베리아 유형을 비롯한 다른 형벌로 대체되었다. 평시에 사형당한 마지막 핀란드인은 1825년 7월 8일 사형된 타흐보 푸트코넨이다. 그 뒤 핀란드에서 사형제도는 사실상(데 팍토) 폐지되었다.
1918년 핀란드 내전이 일어나면서 많은 수의 사형이 집행되었는데, 대부분 적법한 재판 없이 이루어진 학살이었다. 내전기에 백위대는 1,400-1,650명, 적위대는 7,000-10,000명 정도 상대편에게 학살당했다. 이런 학살은 거의 예외없이 총살로 이루어졌다. 1918년 2월 25일 칼 구스타프 에밀 만네르헤임이 즉결총살선언을 발표하면서 백군 지휘관들은 포로를 약식 처형할 수 있는 최소한의 근거를 얻었다. 그 적법성과 도덕성은 의문의 여지가 지대했으나, 내전 이후 좌익 사범에 대한 사면이 이루어지면서 문제제기는 흐지부지되었다.
제2차 세계 대전 당시 핀란드에서는 대략 550명 정도가 사형당했다. 그 중 90% 정도인 455명은 소련 간첩 또는 부역자 혐의로 군법에 의해 처형되었다. 장교는 사병의 명령 불복종이나 적전 도주를 즉결 처형으로 다스릴 수 있었는데, 실제로 집행된 경우는 13건에 불과했다. 이 시기 유명한 사형 사례는 집총거부자 아른트 페쿠리넨이 1941년 가을에 사형당한 것이 있다. 페쿠리넨은 집총 및 전선 파견을 거부했고, 대대장 발코넨(Valkonen) 대위는 이것을 명령 불복종으로 간주하여 총살을 명령했다. 하지만 대대원 중 아무도 총살을 집행하려 하지 않아 대대장은 다른 대대원들도 명령 불복종으로 처리하겠다고 위협한 끝에 총살을 집행할 수 있었다. 전시 집총거부는 외환죄로 취급되기에, 페쿠리넨은 형법에 의해 처형당한 뒤에서 두 번째 핀인이 된다.
형법에 의해 처형당한 마지막 핀인은 토이보 콜리오넨이라는 인물로, 1942년 도끼로 일가족 여섯 명을 살해한 단순 흉악범이었다. 콜료넨은 1943년 군법에 의해 처형된 소련 간첩들과 함께 헌병에게 총살되었다. 한편 핀란드에서 사형을 당한 마지막 여성은 마르타 코스키넨으로, 간첩 혐의 및 외환죄로 처형되었다. 법의 종류를 막론하고 처형당한 마지막 핀인은 올라비 라이호라는 사병으로, 1944년 9월 2일 탈영, 외환, 간첩 혐의로 총살되었다. 하루 뒤 소련인 침투 간첩 세 명이 붙잡혀 총살된 것이 핀란드 땅에서 이루어진 마지막 사형 집행이다.
핀란드는 평시 사형 집행을 1949년에 폐지했고, 1972년에는 완전히 사형제도를 폐지했다. 2000년에 개정된 현행 핀란드 헌법에서는 제2장 제7조에서 사형을 금지한다는 것을 명시하고 있다.
2015년 12월 16일, 우익 대중주의 정당 핀인당의 테우보 하카라이넨 의원이 법무장관 야리 린드스트룀(핀인당)에게 사형제도 부활을 요구했다.

## 기록
핀란드 사형 관련 최후 기록들:
- 마지막 평시 사형 집행: 1825년 타흐보 푸트코넨. 모살 혐의로 도끼 참수형.
- 마지막 교수형 집행: 1916년 타베티 루카리넨. 러시아 제정 치하에서 계엄령 위반으로 외환죄 적용. 교수대 대신 소나무에 매달렸다.
- 마지막 형법 사형 집행: 1943년 토이보 콜리오넨. 6건의 모살 혐의로 총살형.
- 마지막 여성 사형 집행: 1943년 마르타 코스키넨. 간첩 및 외환 혐의로 총살형.
- 마지막 내국인 사형 집행: 1944년 9월 2일 올라비 라이호. 탈영, 외환, 간첩 혐의로 총살형.
- 핀란드 땅에서의 마지막 사형 집행: 1944년 9월 3일 소련 침투 간첩 3명. 간첩 혐의로 총살형.